# Вердидженан Кадын-эфенди
Вердиджена́н Кады́н-эфе́нди (тур. Verdicenan Kadın Efendi; 18 октября 1825/1826, Сухум — 9 ноября/9 декабря 1889, Стамбул) — третья жена (с титулом кадын-эфенди) османского султана Абдул-Меджида I, мать двоих его детей.

## Биография

### Происхождение
По данным мемуариста Харуна Ачбы, Вердидженан родилась 18 октября 1825 года в Сухум в семье абхазского князя Кайтука Георгиевича Ачбы и его жены Елизаветы-ханым; при рождении Вердидженан носила имя Салиха. Турецкий историк-этнограф Махинур Туна также указывает на принадлежность Вердидженан к абхазскому княжескому роду Ачба и отмечает, что родилась она в 1825 году в Сухуме. Турецкий историк Недждет Сакаоглу указывает предполагаемым годом рождения Вердидженан 1826 год; он также полагает, что Вердидженан, как и многие девушки в гареме Абдул-Меджида I, была черкешенкой или грузинкой.
По мнению Ачбы, помимо Вердидженан в семье было по меньшей мере ещё двое сыновей — Ислам и Ахмед; правнучкой Ахмеда по мужской линии и внучатой племянницей Вердидженан была придворная дама Назикеды Башкадын-эфенди, жены султана Мехмеда VI, и мемуаристка Лейла Ачба (1898—1931). Махинур Туна пишет, что в семье Кайтука и Елизаветы было шестеро детей: Ахмед-бей, Ислам Муса-бей, Перемрюз-ханым, Эмбруваз-ханым, Салиха-ханым и Мехмед-бей. Как пишет Ачба, Вердидженан перевезла всю свою семью на османские земли, забрала на воспитание во дворец Расим-бея, сына своего брата Ислама, и дала ему возможность стать врачом. Другой племянник Вердидженан, Омер, сын Ахмед-бея, с подачи тётки служил оруженосцем султана Абдул-Азиза.

### Жена султана
Как и когда Вердидженан попала в гарем достоверно неизвестно. Махинур Туна пишет, что Вердидженан и её сестёр в раннем детстве под опеку Безмиалем-султан передал собственный отец. Харун Ачба отмечает, что брак с султаном Абдул-Меджидом I был заключён в политических целях с подачи родителей Вердидженан и согласия матери султана валиде Безмиалем-султан. Официальная свадебная церемония, по данным Ачбы, состоялась 17 декабря 1840 года во дворце, располагавшемся на месте современного дворца Чыраган. И Ачба, и Сакаоглу, и османский историк Сюрея Мехмед-бей называют её третьей кадын-эфенди Абдул-Меджида I; кроме того, Сакаоглу и турецкий историк Чагатай Улучай отмечают, что на момент рождения дочери в 1844 году Вердидженан носила титул шестой кадын-эфенди.
В браке с султаном Вердидженан родила двоих детей — дочь Мюнире-султан и сына Ахмеда Кемаледдин-эфенди. Кроме того, под опекой Вердидженан оказалась пятилетняя Медиха-султан — дочь Абдул-Меджида I от икбал Гюлюсту Ханым-эфенди, скончавшейся в мае 1861 года от туберкулёза. С Медихой у Вердидженан сложились очень близкие отношения и, когда в конце 1870-х Медиха захотела выйти замуж за дипломата Самипашазаде Неджип-бея, сына Абдуррахман Сами-паши, а султан Абдул-Хамид II оказался против этого брака, Вердидженан вступилась за падчерицу: она написала «эмоциональное и искреннее» письмо мачехе султана Пиристу Кадын-эфенди с просьбой уладить дело о браке Медихи-султан; Неджип-бей был отозван с дипломатического поста в Париже в Стамбул, где получил пост визиря и женился на Медихе в 1879 году.
Харун Ачба отмечает, что внучатая племянница Вердидженан Лейла Ачба не упоминает её в своих мемуарах, однако упоминает в своих письмах: «… было очевидно, что она очень уважаемая женщина, но, как и у каждой княжны [из рода] Ачба, о её любви к драгоценностям ходили легенды. Впоследствии я много раз слышала, что она задолжала Гюджеоглу Агопу-эфенди». По словам Лейлы Ачбы, Вердидженан заказывала самые дорогие ожерелья, кольца и диадемы; одежду для неё привозили из Европы, а отправляясь на прогулку, Вердидженан брала с собой не менее десяти придворных дам. Султан Абдул-Меджид I уважал жену, однако не мог смириться с её расточительством; он планировал закрыть Вердидженан в одном из приморских дворцов султанской семьи, однако женщина пригрозила, что «покроет себя чёрной тканью», и султан увидит её лицо только на её смертном одре. Как пишет Сакаоглу, о любви султана к Вердидженан говорит и тот факт, что первые её беременность и роды проходили очень тяжело, и ради жены Абдул-Меджид I провёл зиму 1843—1844 года во дворце Топкапы, где находилась Вердидженан.
По данным Харуна Ачбы, Вердидженан умерла 9 ноября 1889 года, однако Сакаоглу, Сюрея и Энтони Алдерсон указывают датой её смерти 9 декабря 1889 года. Кроме того, Сакаоглу, ссылаясь на работу Сюреи Sicill-i Osmani, отмечает, что Вердидженан скончалась в возрасте 70 лет. Вердидженан умерла в собственных покоях во дворце Ферие; её очень уважали в гареме и её смерть долго оплакивали. Тело Вердидженан Кадын-эфенди было захоронено в Новой мечети, по предположению Сакаоглу — в мавзолее Джедид-Хаватин.

## Потомство
Вердидженан стала матерью двоих детей: Мюнире-султан (9 декабря 1844 — 9 июля 1862) и Ахмеда Кемаледдина-эфенди (2 декабря 1847/1848 — 4 апреля 1905).
31 июля 1857 года или 10 июня 1858 года Мюнире вышла замуж за Ибрагима Ильхами (1836—1860), сына хедива Египта Аббаса I Хильми. Сюрея называет сыном Мюнире и Ибрагима Алаэддина (ум. 1890/1891), однако Харун Ачба пишет, что у Мюнире была дочь Эмине Наджибе Ханым-султан (1858—1931), которая позднее стала женой хедива Тауфика-паши и матерью другого египетского хедива — Аббаса II Хильми. Кроме того, дочерьми Мюнире от Ибрагима называют Зейнаб Ханым-султан (1859—1918) и Тевхиде Ханым-султан (1860—1882). 2 января 1861 года Мюнире вышла замуж за Ибрагима-пашу, сына Рызы Хасана-паши, от которого также родила несколько детей.
Ахмед Кемаледдин-эфенди с 23 апреля 1876 года был женат на абхазской наложнице Фатьме Сезадиль Ханым-эфенди (1860—1943), которая родила ему двоих дочерей: Атиетуллах-султан (1877—1878) и Мюнире-султан (1880—1939). У Ахмеда Кемаледдина были сложные отношения с султаном Абдул-Хамидом II, поскольку шехзаде считал, что единокровный брат занимает престол незаконно и на троне должен быть восстановлен Мурад V. Вместе с единокровными братом Сулейманом Селимом-эфенди, сёстрами Фатьмой-султан и Сенихой-султан и мужем последней Махмудом Джелаледдином-пашой Ахмед Кемаледдин участвовал в заговоре Али Суави, целью которого была организация 20 мая 1878 года нападения на дворец Чыраган, где был заточён Мурад V с семьёй, и освобождение бывшего султана.